# Шрамм, Жан
Жан Шрамм (фр. Jean Schramme; 25 марта 1929, Брюгге — 14 декабря 1988, Рондонополис, штат Мату-Гросу) — бельгийский плантатор и военный наёмник в Конго, активный участник конголезских войн 1960-х годов. Был заочно осуждён за совершённое в Конго убийство, эмигрировал из Бельгии в Бразилию.

## Земельный собственник
Родился в семье адвоката. В 14-летнем возрасте вместе с семьёй перебрался в Бельгийское Конго. Владел крупной плантацией близ Стэнливиля. Держал более тысячи чернокожих работников, аппарат управления и надсмотра. Вспоминал, что магистральная аллея в имении была доступна только лично ему.

Двенадцать километров для меня одного.
Жан Шрамм

В то же время порядки на плантации Шрамма отличались многорасовой патриархальностью. Хозяин располагал группой лично преданных ему людей. Помимо родного французского, свободно владел языком суахили.

## Наёмный командир
В 1960 году плантация Шрамма была разгромлена сторонниками Патриса Лумумбы. Шрамм ушёл в джунгли, где основал отряд самообороны из белых жителей и поддерживающих конголезцев. Впоследствии присоединился к подразделению Майкла Хоара «Коммандо 4». Сформировал под своим командованием боевую единицу «Леопард» (рядовыми служили конголезцы, офицерами — белые плантаторы). Вскоре стал самостоятельным командиром наёмников. В январе 1963 года со своим отрядом в 100 человек отступил в португальскую Анголу. Здесь он в течение года формировал армию сторонников Чомбе, с которой в январе 1964 года вторгся в Конго.
В 1964—1965 Шрамм воевал на стороне правительства Моиза Чомбе против леворадикального восстания «Симба». Возглавлял подразделение «Коммандо 10», действовавшее в районе его бывшей плантации. Присвоил себе звание майора, затем подполковника. Организовал флотилию паромов, обеспечившую боевую мобильность отряда. Сыграл важную роль в подавлении «Симба». Впоследствии формировал в португальской Анголе вооружённые отряды в помощь Чомбе.
В июле 1967 года Шрамм возглавил в Катанге восстание наёмников против президента Мобуту. Мятежники из числа белых наёмников и чернокожих жандармов Чомбе длительное время сопротивлялись правительственной армии Заира. С отрядом в полторы тысячи человек Шрамм взял под контроль Букаву. После нескольких месяцев осады вынужден был сдать город и отступить в Руанду. Там отряд Шрамма расформировался, и в 1968 году он вернулся на историческую родину в Бельгию. Плоды победы над сторонниками Лумумбы достались не Моизу Чомбе, не катангским сепаратистам, не полевым командирам наёмников, а прозападному диктатору Мобуту.

## Дело Квинтина и эмиграция
В 1986 году Шрамм был заочно приговорён бельгийским судом к 20 годам тюрьмы за убийство Мориса Квинтина, другого белого фермера в Конго. Шрамм мотивировал это тем, что Квинтин якобы являлся агентом Мобуту (существует версия об экономической конкуренции между ними). Однако Шрамму удалось бежать в Бразилию. Он не был экстрадирован в Бельгию, приобрёл в Бразилии плантацию, там и скончался в 1988 году.

## Экономическая мотивация
Имя Жана Шрамма ставится в один ряд с такими наёмными командирами Чомбе, как Боб Денар и Майкл Хоар. Отличие Шрамма заключалось в большем укоренении в Конго. Если для Денара и Хоара на первом месте стояли антикоммунизм (особенно характеризовавший Денара) и выполнение оплаченной военно-профессиональной миссии, то Шрамм, тоже антикоммунист и наёмник, сражался прежде всего за возврат утраченной земельной собственности.
После того, как её потеря стала очевидно окончательной, он в основном прекратил военно-политическую активность (тогда как Хоар и в особенности Денар проявились ещё многократно). В конце 1970-х — начале 1980-х Шрамм замечался среди боливийских ультраправых, но в целом не участвовал в политике.

## Киноперсонаж
Жан Шрамм выведен как персонаж во французском телефильме Mister Bob («Мистер Боб» — о конголезских событиях), главным героем которого является Боб Денар. Роль майора Шрамма исполняет Аладин Рейбель.